# EliGE
Jonathan David Jablonowski, znany również jako EliGE (ur. 16 lipca 1997) – amerykański profesjonalny gracz Counter-Strike 2 pochodzenia polskiego, obecnie występujący jako rifler w organizacji FaZe Clan. W przeszłości reprezentował m.in. zespoły SapphireKelownaDotCom oraz eLevate. Czwarty najlepszy gracz CS:GO w 2019 roku. Do 2023 roku zarobił w swojej karierze ponad 2,43 miliona dolarów.

## Kariera
Swoją profesjonalną karierę e-sportową rozpoczął 30 grudnia 2014 roku, dołączając do zespołu SapphireKelownaDotCom. 8 stycznia 2015 roku przeszedł do drużyny eLevate, którą opuścił 23 marca tego samego roku, aby dołączyć do Team Liquid. W barwach tego zespołu zakwalifikował się do turnieju DreamHack Open Cluj-Napoca, gdzie drużyna zajęła miejsca 13–16 po porażce z Ninjas in Pyjamas.
28 lutego 2016 roku, jako zawodnik Team Liquid, uzyskał kwalifikację do turnieju MLG Major Columbus, w którym jego drużyna zajęła 3–4 miejsce, przegrywając z Luminosity Gaming. W kolejnych latach pozostawał związany z Team Liquid, osiągając liczne sukcesy na scenie międzynarodowej. 22 czerwca 2023 roku dołączył do zespołu CompLexity.
Obecnie reprezentuje FaZe Clan.

## Wyróżnienia indywidualne
- 12. miejsce w rankingu najlepszych graczy 2017 roku według serwisu HLTV[5].
- 15. miejsce w rankingu najlepszych graczy 2018 roku według HLTV[6].
- 4. miejsce w rankingu najlepszych graczy 2019 roku według HLTV[7].
- Nagroda MVP turnieju DreamHack Masters Dallas 2019[8].
- Nagroda MVP turnieju ESL Pro League Season 9 Finals[9].
- Nagroda MVP turnieju Intel Extreme Masters XIV Chicago[10].

## Najważniejsze osiągnięcia[11][12]
- 1. miejsce – HyperX CS:GO Clash
- 1. miejsce – iBUYPOWER Invitational 2015 – Fall
- 2. miejsce – iBUYPOWER Cup
- 2. miejsce – iBUYPOWER Invitational 2016 – Spring
- 3–4. miejsce – MLG Major Championship: Columbus 2016
- 3–4. miejsce – DreamHack Open Austin 2016
- 2. miejsce – ESL One: Cologne 2016
- 3–4. miejsce – ESL One: New York 2016
- 3–4. miejsce – ESL Pro League Season 5 – Finals
- 2. miejsce – ESG Tour Mykonos 2017
- 2. miejsce – ESL One: New York 2017
- 1. miejsce – Americas Minor Championship – Boston 2018
- 3–4. miejsce – iBUYPOWER Masters 2017
- 1. miejsce – cs_summit 2
- 3. miejsce – StarLadder & i-League StarSeries Season 4
- 3–4. miejsce – Intel Extreme Masters XII – World Championship
- 2. miejsce – ESL Pro League Season 7 – Finals
- 2. miejsce – Esports Championship Series Season 5 – Finals
- 2. miejsce – ELEAGUE CS:GO Premier 2018
- 3–4. miejsce – FACEIT Major: London 2018
- 2. miejsce – ESL One: New York 2018
- 3–4. miejsce – EPICENTER 2018
- 2. miejsce – Intel Extreme Masters XIII – Chicago
- 1. miejsce – SuperNova Malta 2018
- 2. miejsce – ESL Pro League Season 8 – Finals
- 1. miejsce – iBUYPOWER Masters IV
- 2. miejsce – BLAST Pro Series: São Paulo 2019
- 2. miejsce – BLAST Pro Series: Miami 2019
- 1. miejsce – Intel Extreme Masters XIV – Sydney
- 2. miejsce – cs_summit 4
- 1. miejsce – DreamHack Masters Dallas 2019
- 1. miejsce – GG.Bet Cologne Invitational
- 1. miejsce – ESL Pro League Season 9 – Finals
- 1. miejsce – ESL One: Cologne 2019
- 1. miejsce – Intel Grand Slam Season 2
- 1. miejsce – BLAST Pro Series: Los Angeles 2019
- 1. miejsce – Intel Extreme Masters XIV – Chicago
- 3–4. miejsce – ESL One: New York 2019
- 2. miejsce – Esports Championship Series Season 8 – Finals
- 2. miejsce – BLAST Pro Series: Global Final 2019